# Комплекс Амир Чакмак
Комплексът Амир Чакмак (на персийски: مجموعه مید ان امیرچقماق), намиращ се в центъра на град Язд, съдържа джамия и площад, които носят същото име.
В комплекса са били разположени и кервансарай, баня, сладкарница, кладенец за студена вода, специално място за религиозни ритуали.
В наши дни, вечер, след залез слънце сградата се осветява с оранжево осветление, което прави гледката зрелищна. Също е построен и красив фонтан, разположен на едноименния площад.
Джамията е разположена на едноименния площад, кръстен на Амир Джалаладин Чакмак, който управлявал Язд по време на Тимуридската династия (15-и 16 век). Тя е една от най-големите Хюсейнии в Иран. Известната структура има 3-етажна сложна фасада, а в центъра ѝ са разположени две много високи минарета. Тя е една от най-забележителните сгради в Язд. Само до първия етаж на сградата има достъп. Банята в комплекса е на около 600 години. Аркади към нея са достроени, за да осигурят безопасност от трафика. В сутерена сградата има търговски център.
Много части от сградата са разрушени през 18 век по време на епохата на Сефавидите. Повечето от промените на площад Амир Чакмак са изпълнени по време на управлението на първия цар на династията Пахлави, Реза Шах.
Конструкцията има 3-етажна сложна фасада, със симетрични вдлъбнати арки. В средата на джамията се издигат две много високи минарета.
- Площад Амир Чакмак, който е част от Комплекса Амир Чакмак
- Джамията Амир Чакмак вечер.